# Philodromus hiulcus
Philodromus hiulcus es una especie de araña cangrejo del género Philodromus, familia Philodromidae. Fue descrita científicamente por Pavesi en 1883.

## Distribución
Esta especie se encuentra en Etiopía y Somalia.